# 球圆梭螺
球圆梭螺（学名：Globovula sphaera）为梭螺科圆梭螺属的动物。分布于台湾岛等地。该物种的模式产地在台湾高雄。